# Torre degli Oseletti
La Torre degli Oseletti è una delle circa 20 torri gentilizie ancora esistenti nel centro storico della città di Bologna.

## Struttura

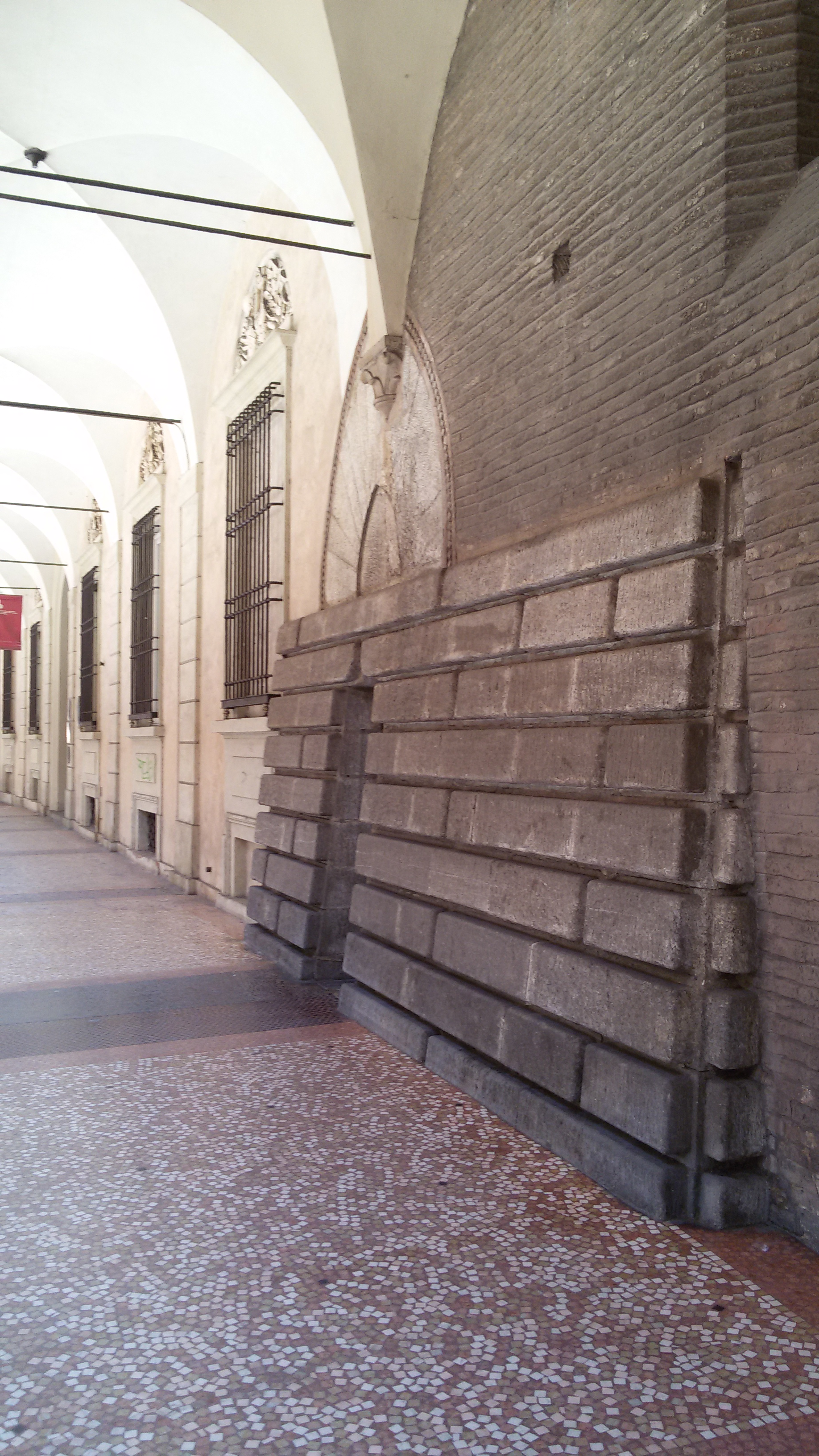
L'ingresso alla Torre sotto al portico di Strada Maggiore

Si eleva fra il n. 34 e il n. 36 di Strada Maggiore, ed è inglobata fra Palazzo Sanguinetti - Aldini e Casa Fava. Attualmente è alta 31 metri, ma in origine doveva superare notevolmente l'altezza odierna (probabilmente raggiungeva i 70 metri), dato lo spessore superiore ai 2 metri dei muri alla base. La sua costruzione risale al XII secolo.
Sotto al portico di Strada Maggiore si può oggi apprezzare l'ingresso della torre, restaurato nel 1924 e molto simile a quello della torre degli Asinelli, che comprende una stretta porta (77 centimetri di larghezza), sormontata da un arco acuto, e 9 file di conci di selenite. La soglia della porta si trova attualmente a livello del pavimento del portico, per una successiva sopraelevazione del piano stradale, ma anticamente esistevano certamente uno o più gradini.
Nella parte di torre che spunta dal tetto si notano, invece, le tipiche buche pontaie e alcune finestre centinate.

## Storia
Gli Oseletti, chiamati anche Oselletti, Ocelletti, Uccelletti o Ausilitti, furono una nobile famiglia di parte guelfa. Il nome deriva dalla presenza di tre cardellini d'argento nel loro stemma.
Per quattro volte vennero chiamati a ricoprire il ruolo di console, e parteciparono alle Crociate. Tuttavia, nel 1283, Lippo Oseletti fu uno dei trentotto che, dichiarati "lupi rapaci" dal governo della città, vennero banditi da Bologna e condannati alla confisca dei beni e alla distruzione delle case e delle torri. Forse fu in questa occasione che venne mozzata la torre di Strada Maggiore.
Possedevano case e, forse, almeno un'altra torre anche in via Altabella, dove esisteva anche una chiesa dedicata a Santa Maria degli Oseletti, distrutta in tempi recenti, nel 1817. La famiglia si estinse però nel XIV secolo e la loro torre di Strada Maggiore passò nei secoli a numerose altre famiglie, tra le quali vanno ricordate i Papazzoni, i Fava e i Riario.  
Il 30 agosto 1645 due funamboli fissarono una fune di 240 metri dalla Torre degli Asinelli alla Torre degli Oseletti e l'attraversarono fra lo stupore della gente. Nel 1910 nella vicina Piazza Aldrovandi avvenne un'altra famosa esibizione, da parte di un funambolo ascensionista, il tedesco Arturo Strohschneider.  

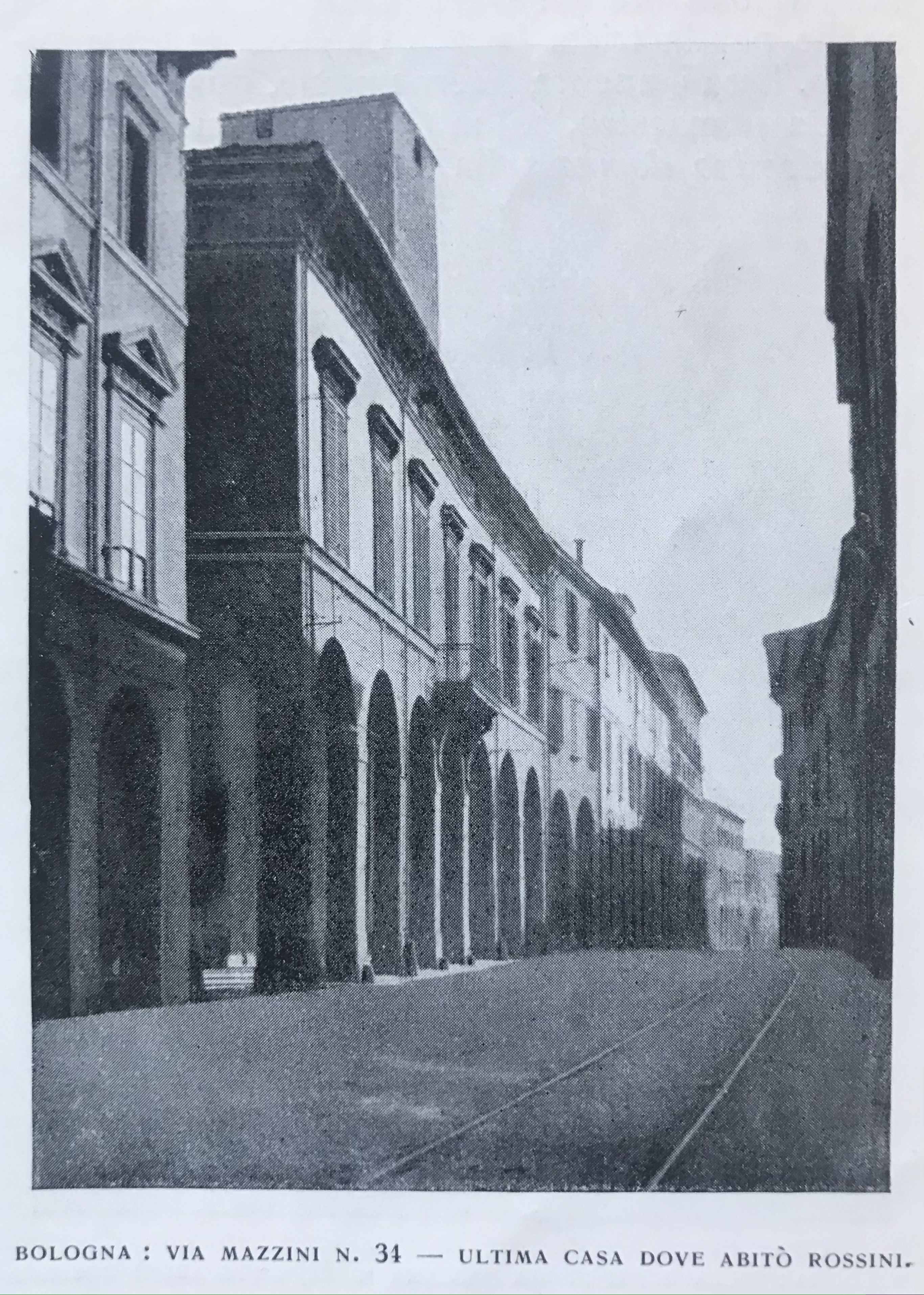
"Bologna, via Mazzini 34 - Ultima casa dove abitò Rossini". Oggi, Strada Maggiore 34-36. Palazzo Sanguinetti e Casa Fava con Torre degli Oseletti. Foto dalla rivista "Emporium", 1920

Alla fine del XVIII secolo l'intero fabbricato, comprendente la torre e i palazzi adiacenti, venne acquistato per la considerevole cifra di 45.000 lire da Antonio Aldini, ministro e amico di Napoleone, che lo fece ristrutturare completamente. In seguito, tra i vari proprietari dell'immobile vi fu anche il noto tenore Domenico Donzelli e abitò all'interno del complesso anche il compositore Gioacchino Rossini.  
Nel Palazzo Sanguinetti - Aldini è il Museo internazionale e biblioteca della musica mentre  la Torre degli Oseletti appartiene alla famiglia del Conte Gianfranco Cavina e della Contessa Giacomina Nenci Dei.